# Гроші на двох
Гроші на двох (англ. Two for the Money) — американський трилер 2005 року.

## Сюжет
Успішний футбольний гравець Брендон, отримавши серйозну травму коліна, змушений лишити спортивну кар'єру. Намагаючись знайти інші способи заробітку він починає вести рубрику прогнозів спортивних матчів. Йому не складає особливих труднощів, завдяки своєму футбольному минулому, прогнозувати результати з фантастичною точністю. Букмекер з Нью-Йорка, Волтер Аббрамс, запрошує Брендона у свій бізнес, з продажу послуг передбачених результатів ігор. Разом вони вступають у небезпечну гру, де програш подібний смерті.

## У ролях
| Актор             | Роль        |
| ----------------- | ----------- |
| Аль Пачіно        | Волтер      |
| Меттью Мак-Конегі | Брендон     |
| Рене Руссо        | Тоні        |
| Арманд Ассанте    | Новіан      |
| Джеремі Півень    | Джеррі      |
| Джеймі Кінг       | Александрія |
| Кевін Чепмен      | Соузі       |
| Ральф Гармен      | Реггі       |
| Гедді Ватанабе    | Мілтон      |
| Карлі Поуп        | Теммі       |